# 모델-베유 정리
대수적 수론에서 모델-베유 정리(Mordell-Weil定理, 영어: Mordell–Weil theorem)는 대수적 수체에 대하여 정의된 아벨 다양체의 유리점들이 유한 생성 아벨 군을 이룬다는 정리다.

## 정의
대수적 수체 {\displaystyle K}에 대하여 정의된 아벨 다양체 {\displaystyle A}의 유리점(영어: rational point, 좌표가 {\displaystyle K}의 원소인 점들)의 집합을 {\displaystyle A(K)}라고 하자. 아벨 다양체는 (정의상) 아벨 군의 구조를 가지므로, {\displaystyle A(K)}는 아벨 군이다. 모델-베유 정리에 따르면, {\displaystyle A(K)}는 유한 생성 아벨 군이며, 모델-베유 군(영어: Mordell–Weil group)이라고 한다.

## 역사
앙리 푸앵카레가 1908년 경 유리수체에 대하여 정의된 타원곡선(1차원 아벨 다양체)에 대하여 이 문제를 제기하였다. 루이스 모델(영어: Louis Mordell)이 1922년 이 정리를 증명하였고, 1928년에 앙드레 베유가 임의의 대수적 수체에 대한 임의의 아벨 다양체에 대하여 정리를 일반화하였다.

## 같이 보기
- 버치-스위너턴다이어 추측
- 팔팅스의 정리